# Модал (Ајова)
Модал (енгл. Modale) град је у америчкој савезној држави Ајова. По попису становништва из 2010. у њему је живело 283 становника.

## Демографија
Према попису становништва из 2010. у граду је живело 283 становника, што је -20 (-6.6%) становника више него 2000. године.
| Група             | 2000.       | 2010.       |
| Белци             | 288 (95,0%) | 277 (97,9%) |
| Афроамериканци    | 0 (0,0%)    | 0 (0,0%)    |
| Азијати           | 0 (0,0%)    | 2 (0,7%)    |
| Хиспаноамериканци | 0 (0,0%)    | 1 (0,4%)    |
| Укупно            | 303         | 283         |